# Эйстейн III Девчушка
Эйсте́йн Мойл, Эйстейн Ме́йла (Эйстейн Девчушка или Дева; норв. Øystein Øysteinsson Møyla) — король Норвегии, лидер партии биркебейнеров, правивший в 1176—1177 годах. Прозвище Мёйла (Дева, трад. Девчушка) он получил из-за юношеской внешности.

## Биография

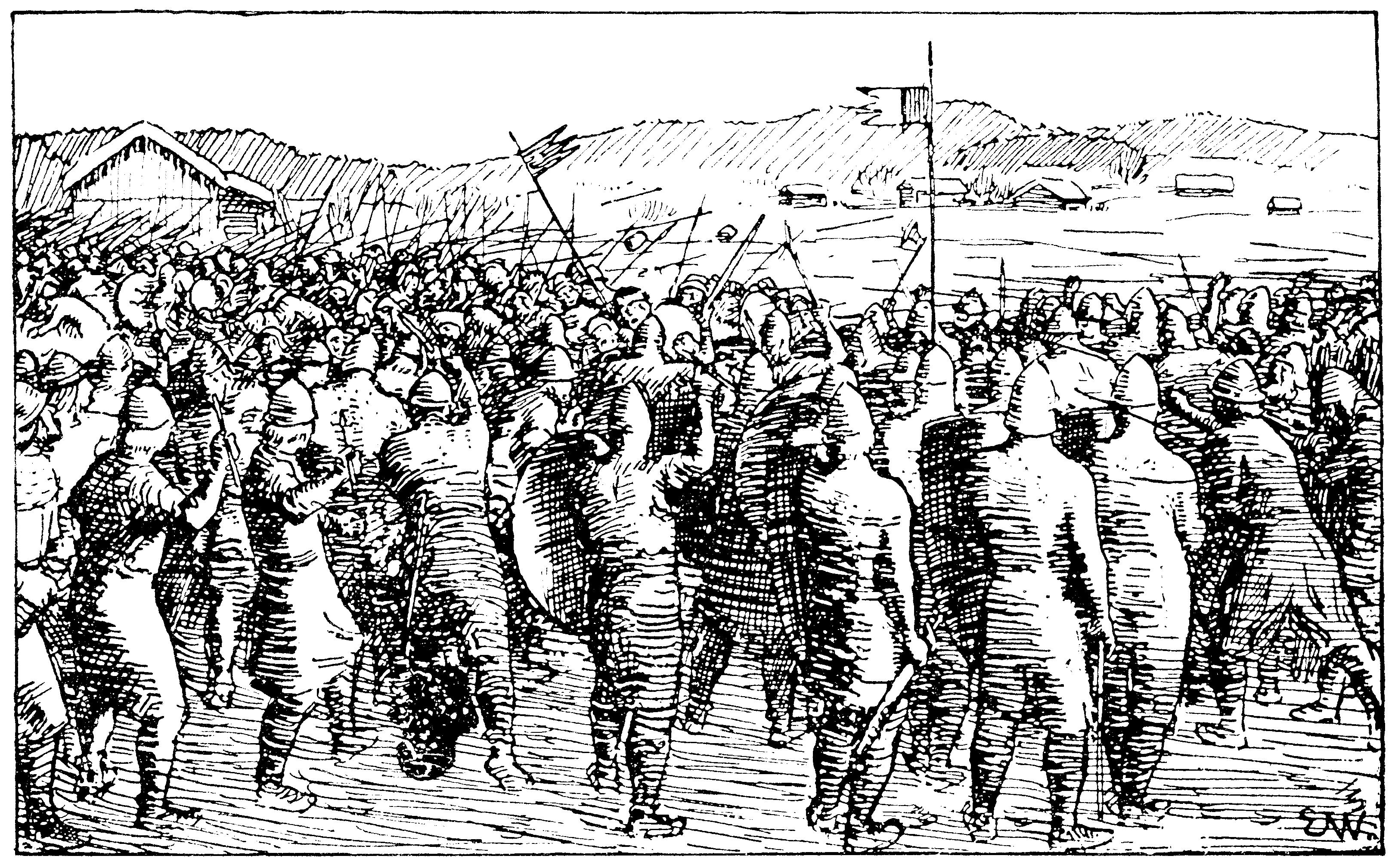
Сражение при Ре. Иллюстрация Эрика Вереншёлля к «Кругу Земному», 1899 год.

Эйстейн Мёйла был незаконным сыном короля Эйстейна II Харальдссона (1142—1157). В 1174 году Эйстейн III возглавил партию биркебейнеров («березовоногих» или «лапотников»), представителей бедного населения (в основном, крестьян), которые были недовольны правлением короля Магнуса V Эрлингссона и его отца, ярла Эрлинга Скакке, которого поддерживали богатая верхушка страны (духовенство и крупные землевладельцы). В 1174 году биркебейнеры подняли восстание в Вике, которое возглавил Эйстейн III. Постепенно войска биркебейнеров разрослись настолько, что им удалось в 1176 году провозгласить Эйстейна  королем на тинге на берегу Нидэльвы (в Трёнделаге). Однако уже в 1177 году Эйстейн был убит в сражении при Ре.